# Małgorzata Foremniak
Małgorzata Irena Foremniak (sinh ngày 8 tháng 1 năm 1967 tại Radom, Ba Lan) là một nữ diễn viên người Ba Lan.

## Sự nghiệp
Các bộ phim chiếu rạp gắn liền với tên tuổi của Foremniak là Avalon (2001) trong vai Ash, Zmruz oczy (2002) trong vai người mẹ, hay bộ phim hài Och, Karol 2 (2011) trong vai Wanda. Cô cũng là gương mặt quen thuộc trong nhiều bộ phim truyền hình dài tập của Ba Lan như phim Na dobre i na złe (1999–2012) trong vai Zofia Stankiewicz-Burska, Teraz albo nigdy! (2007) trong vai Edyta, hay phim Odwróceni. Ojcowie i córki (2019) trong vai Mira Kołodziej.
Ngoài sự nghiệp điện ảnh, cô còn diễn xuất trên sân khấu của các nhà hát, tiêu biểu như Nhà hát im. Kochanowski ở Radom (1990-1992) và Nhà hát Kwadrat ở Warsaw (1993-1999).
Foremniak tham gia trong các chương trình giải trí nổi tiếng của Ba Lan như Dancing with the Stars: Taniec z gwiazdami (2005) hay cuộc thi tìm kiếm tài năng Got Talent phiên bản Ba Lan tên là Mam talent!(cô là ban giám khảo từ 2008).
Małgorzata Foremniak còn là một Đại sứ thiện chí của UNICEF (2006).